# Merrill Lock No. 6

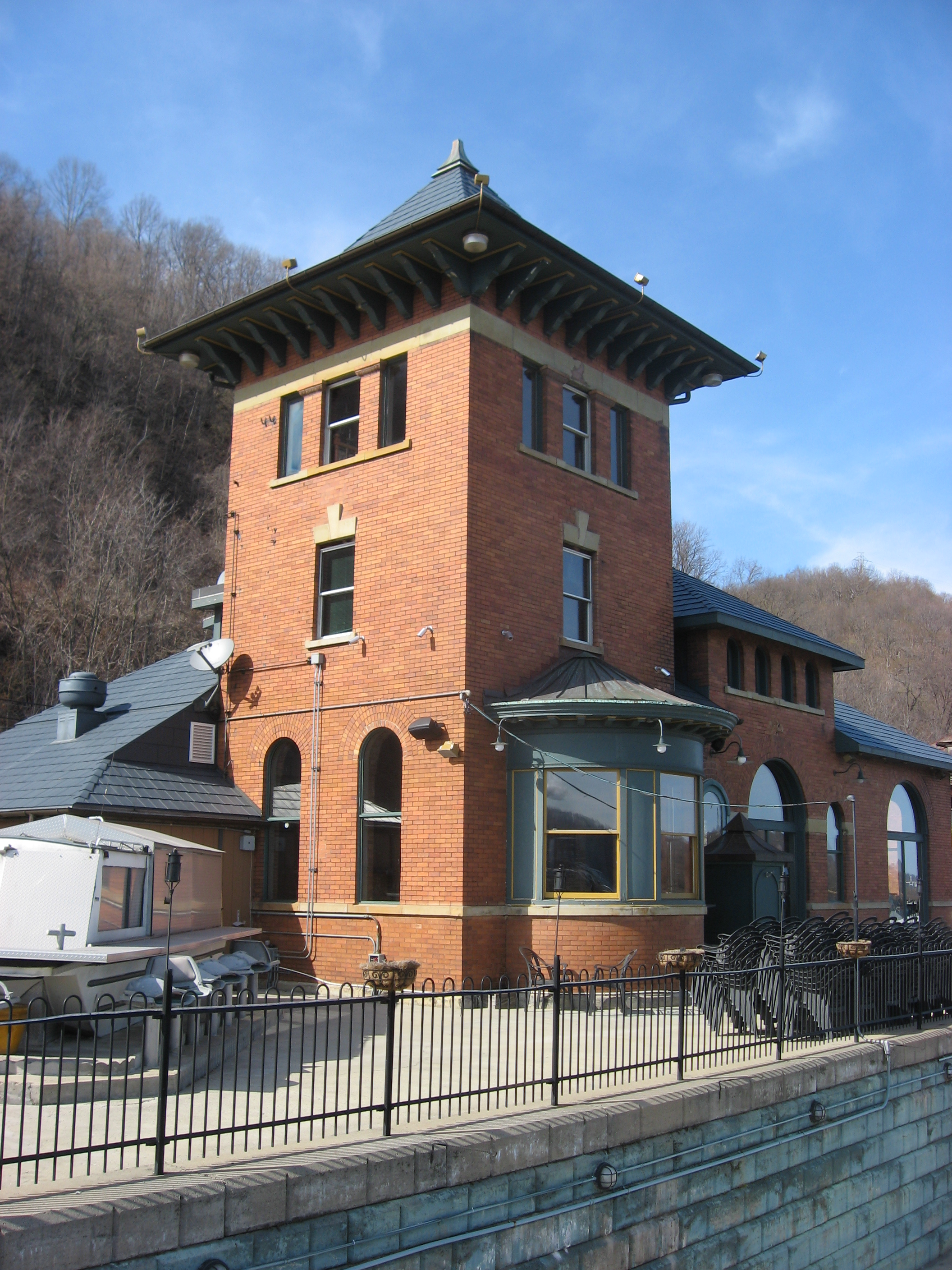
Zeitgenössische Ansicht des Hauptbauwerks

Merrill Lock No. 6 ist der Rest einer historischen Schleuse mit Wehr am Ohio River in Industry, Pennsylvania in den Vereinigten Staaten. In den erhaltenen Gebäuden befindet sich gegenwärtig ein Restaurant. Sie sind in das National Register of Historic Places eingetragen.

## Bauphase
Der Staudamm wurde in der Ortschaft Merrill (heute ein Teil des Boroughs Industry) in der Nähe der Mündung des Raccoon Creeks errichtet und war Teil der Kanalisierung des Ohio Rivers. Der Bau begann am 2. Juni 1892, mehrere Jahre bevor die meisten anderen Stauwehre am Fluss in Angriff genommen wurden. Ende 1903 war der Bau fast fertig. Innerhalb eines Jahres wurden die fehlenden Schleusentore eingebaut und die Nebenbauwerke vollendet. Der Betrieb wurde am 3. August 1904 aufgenommen. Das Projekt hatte insgesamt 1.123.441,80 US-Dollar gekostet. Der Bauwerkkomplex erhielt den Namen William Emery Merrill, eines Offiziers des United States Army Corps of Engineers, der für die Errichtung des ersten dauerhaften Staudammes am Ohio River in Pennsylvania verantwortlich war.

## Bauwerkdetails
Lock No. 6 wurde aus Beton gebaut und hatte eine Kammerlänge von 180 m und eine Breite von 33 m. Die ersten Schleusentore waren aus Kiefernholz gefertigt, wurden aber später durch Stahltore ersetzt. Die Schleuse liegt am nördlichen Ende der Stauanlage, die aus einer 201 m langen Hochwasserentlastung, einem Wehr und zwei weiteren Schleusen besteht. Hinzu kommen drei Gebäude. Das dreistöckige Maschinenhaus ist ein quadratischer Bau mit einer Seitenlänge von etwa 18 m und beherbergte die technischen Anlagen, die zum Betrieb der Schleuse notwendig waren. Zwei gleich aussehende zweieinhalbstöckige Wohnhäuser dienten der Unterbringung des Schleusenwärters und des übrigen Bedienungspersonals. Alle drei Gebäude wurden aus Backsteinen auf einem Betonfundament erbaut und haben ein Schieferdach.
Zu Beginn der 1920er Jahre wurden die Antriebsmaschinen der Schleusenanlage von Kohle auf Ölfeuerung umgestellt. Diese Änderung wirkte sich nur im Gebäudeinneren aus, die Außenanlage war davon nicht betroffen.

## Stilllegung

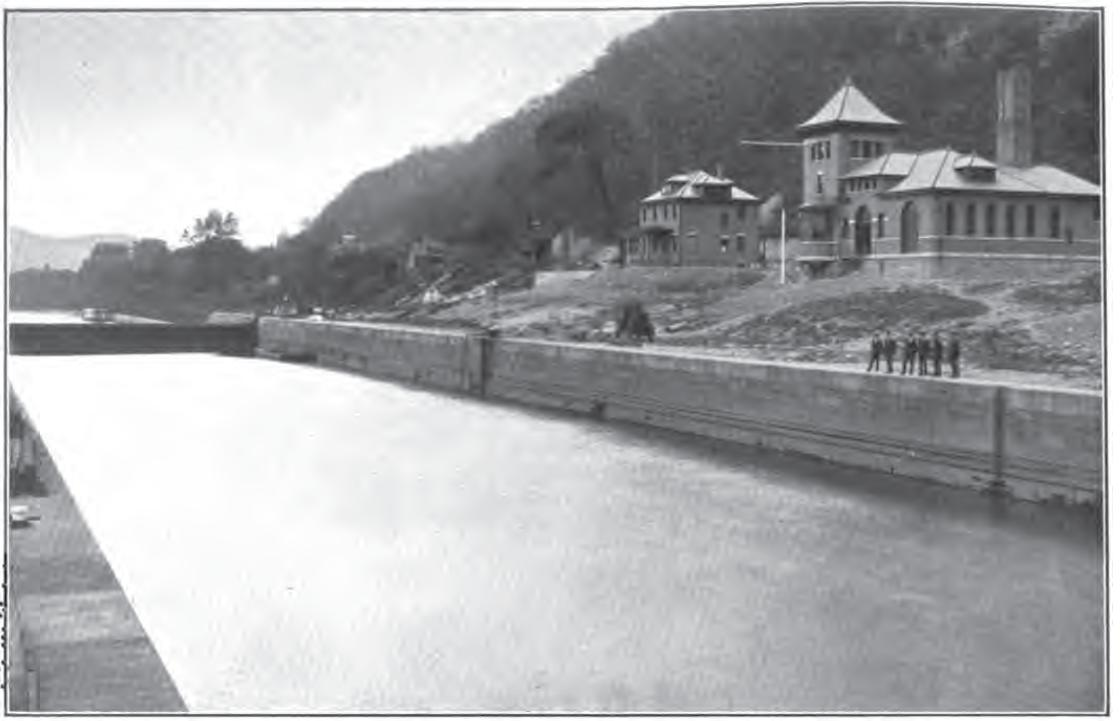
Fotografie aus der Frühzeit der Anlage

Nachdem weiter stromabwärts 1936 Montgomery Lock and Dam erbaut wurden, stellte die Schleusenanlage ihren Betrieb ein. Wegen der historischen Integrität der Anlage wurden die im neuromanischen Stil erbauten Gebäude am 4. September 1980 ins National Register of Historic Places eingetragen. Zu diesem Zeitpunkt waren die Bauwerke seit fast 45 Jahren aufgegeben, waren aber noch im ursprünglichen Zustand, was die Anlage einzigartig macht. Das Haus des Schleusenwärters wurde später entfernt. Nach einer Rekonstruktion wurde Anfang 2000 im früheren Maschinenhaus ein Gasthaus mit dem Namen Lock 6 Landing eröffnet. Die Lage am Fluss ermöglicht den Betrieb einer Marina für die Sportschifffahrt.